# Begonia peii
Espèce
Begonia peii est une espèce de plantes de la famille des Begoniaceae.
L'espèce fait partie de la section Alicida.
Elle a été décrite en 1995 par Cheng Yih Wu (1916-2013).

## Répartition géographique
Cette espèce est originaire du pays suivant : Chine.